# Daniel J. Drucker

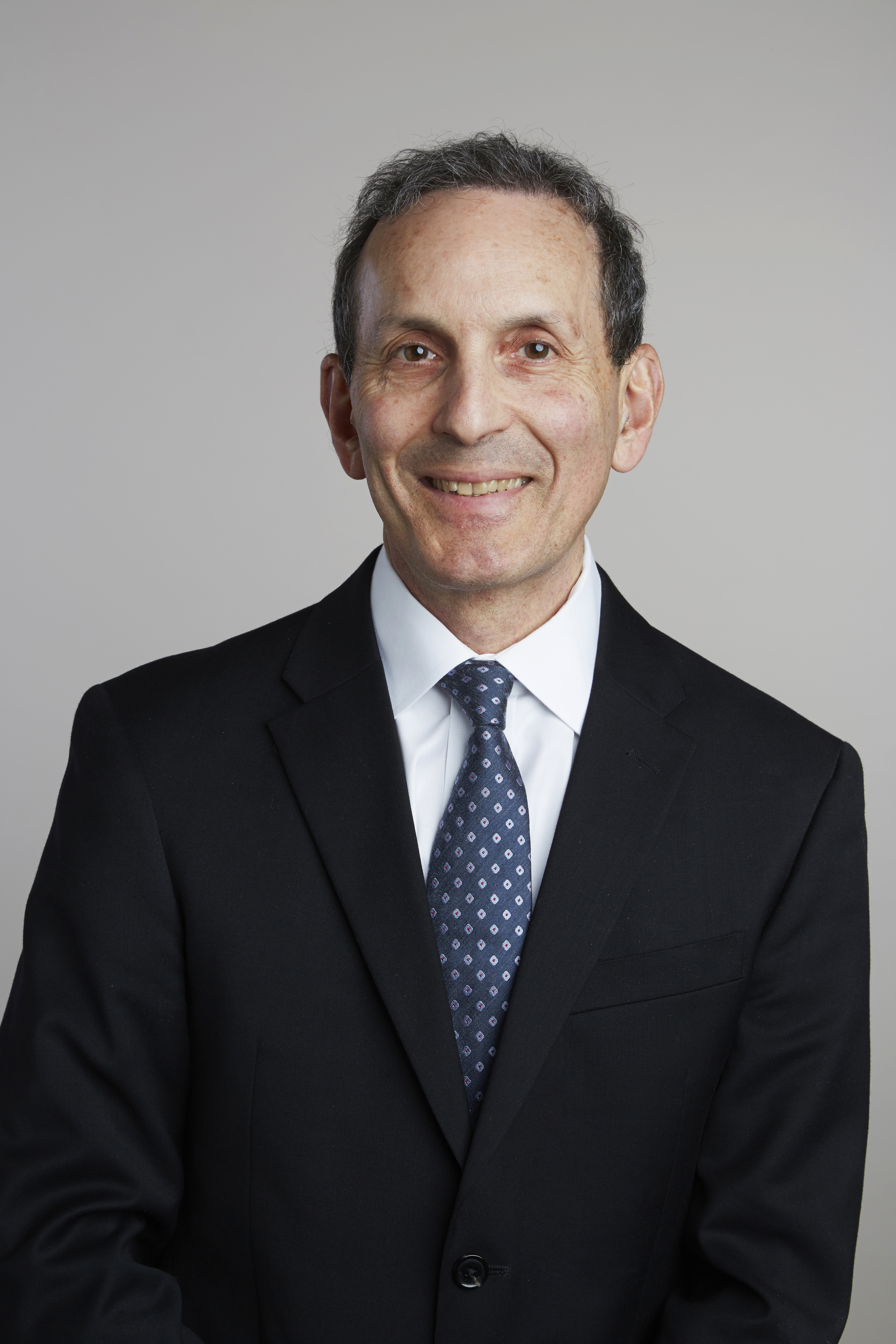
Daniel J. Drucker (2015)

Daniel Joshua Drucker (* 23. Juni 1956 in Montreal, Québec) ist ein kanadischer Diabetologe an der University of Toronto und am Lunenfeld-Tanenbaum Research Institute des Mount Sinai Hospital in Toronto. Er ist vor allem für seine Arbeiten zur Physiologie des Glucagon-like-Peptids bekannt.
Drucker erwarb 1980 an der University of Toronto einen M.D. als Abschluss des Medizinstudiums. Seine Facharztausbildung absolvierte er am Johns Hopkins Hospital, der University of Toronto und dem Massachusetts General Hospital. Seit 1987 hat er eine Professur für Innere Medizin an der University of Toronto inne.
Daniel J. Drucker betreibt translationale Forschung zur hormonellen Aktivität des Darms, anhand derer neue Antidiabetika entwickelt werden konnten, darunter DPP4-Inhibitoren und GLP-1-Agonisten, sowie ein Medikament gegen Erscheinungen des Kurzdarmsyndroms, das Analogon zu GLP-2, Teduglutid. Drucker konnte den GLP-2-Rezeptor klonieren und verschiedene Faktoren identifizieren, die seine Signaltransduktion beeinflussen, darunter mikrobielle Faktoren.
Google Scholar errechnet für Daniel J. Drucker einen h-Index von 158 (Stand August 2025). Die Datenbank Scopus gibt (ebenfalls Stand August 2025) einen h-Index von 135 an.

## Auszeichnungen
- 2014: Banting-Medaille der American Diabetes Association[4]
- 2014: Officer des Order of Canada[5]
- 2015: Mitglied der Royal Society[6]
- 2017: Harrington Prize for Innovation in Medicine der American Society for Clinical Investigation[7]
- 2017: Rolf Luft Award des Karolinska Institutet[8]
- 2020: Warren Alpert Foundation Prize[9]
- 2021: Canada Gairdner International Award[10]
- 2021: Mitglied der National Academy of Sciences
- 2021: Aufnahme in die Canadian Medical Hall of Fame
- 2023: Wolf-Preis in Medizin[11]
- 2023: Mitglied der National Academy of Medicine
- 2024: Prinzessin-von-Asturien-Preis in der Kategorie „Wissenschaft und Forschung“[12]
- 2024: BBVA Frontiers of Knowledge Award
- 2025: Fred Conrad Koch Award
- 2025: Breakthrough Prize in Life Sciences